# Batalla del Campo de Krbava
La Batalla del Campo de Krbava (croata: Bitka na Krbavskom polju o Krbavska bitka; húngaro: Korbávmezei csata; en turco Krbava Muharebesi) se libró entre el Imperio Otomano de Bayezid II y un ejército del Reino de Croacia, en aquel entonces en unión personal con el Reino de Hungría, el 9 de septiembre de 1493, en el campo de Krbava, en la región de Lika en la moderna Croacia.
Las fuerzas otomanas estaban bajo el mando de Hadım Yakup Pasha, sanjak-bey de los sanjacados de Bosnia. En cambio, el ejército croata estaba dirigido por Emerik Derenčin, ban de Croacia, que sirvió bajo el rey  Vladislaus II Jagiello.
A principios del verano de 1493, los turcos emprendieron una incursión a través de Croacia en Carniola y Estiria. Alrededor de esa misma época, se habían producido enfrentamientos en Croacia entre la Casa de Frankopan y el ban croata, pero las noticias de la incursión otomana los obligaron a hacer las paces. Los nobles croatas reunieron un gran ejército e interceptaron a las fuerzas otomanas que regresaban al sanjacado de Bosnia. Las malas tácticas y la elección de una batalla abierta con la caballería otomana más experimentada, resultaron en una derrota total para el ejército croata.
No hubo ganancias territoriales inmediatas para el Imperio otomano, pero en las décadas siguientes se expandió gradualmente hacia el sur de Croacia.

## Antecedentes

### Situación previa

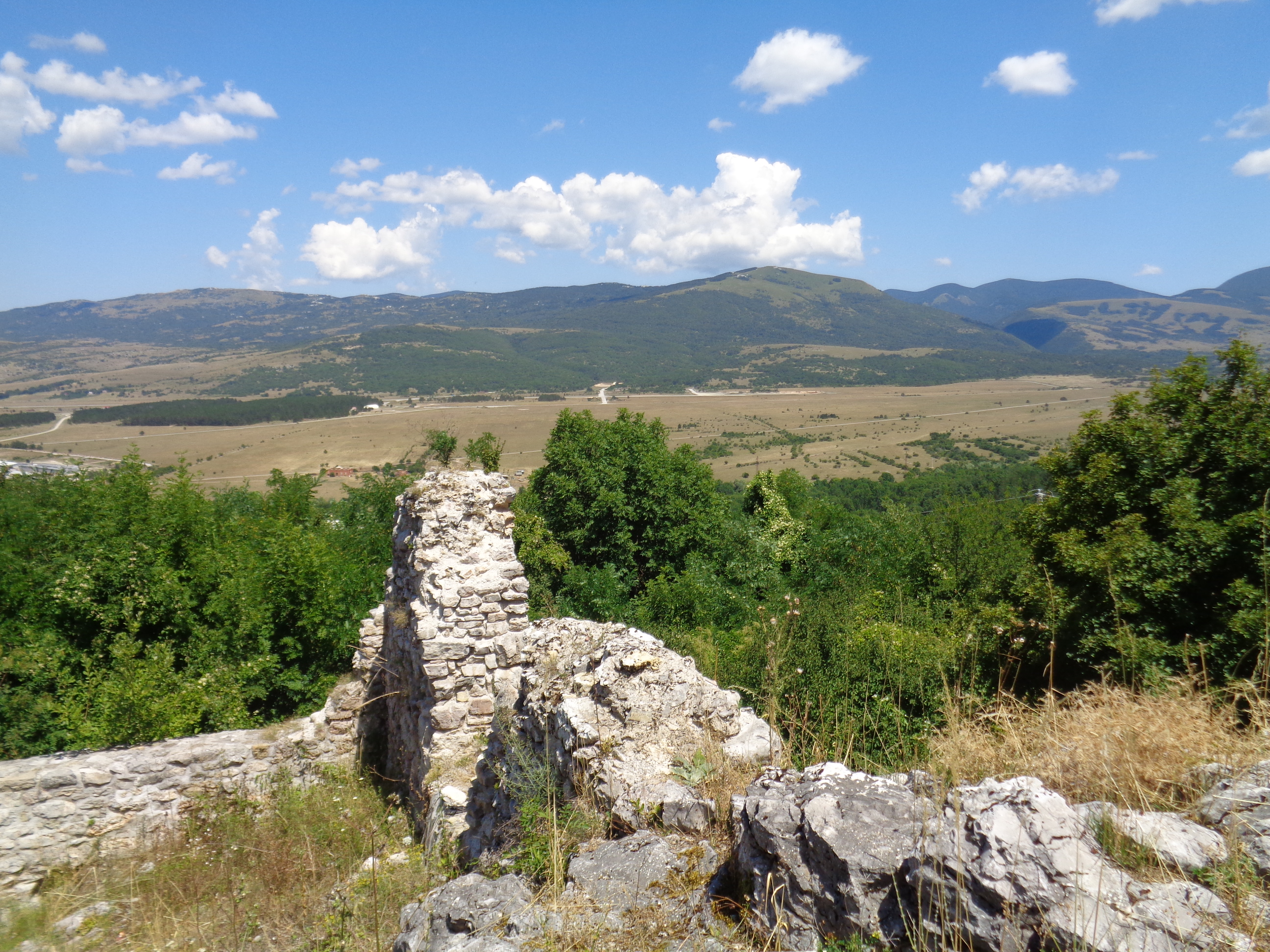
Campo de batalla en la actualidad, visto desde el castillo de Udbina.

Tras la caída del Reino de Bosnia en manos otomanas en 1463, los turcos se expandieron rápidamente hacia el oeste, amenazando las partes sur y central del Reino de Croacia.
Desde entonces, sus incursiones se hicieron más frecuentes, siendo llevadas a cabo por la akıncı, la caballería ligera irregular. Cabalgaban por el territorio cristiano y saqueaban el campo durante la primavera y el verano, evitando las ciudades fronterizas fortificadas y los conflictos militares directos. De esta forma, sus continuas incursiones obligaron a la población local a abandonar sus tierras, dejando los castillos fronterizos sin suministros. Una de estas comenzó en septiembre de 1491, con la caballería turca cruzando el río Kupa y llegando a Carniola. A su regreso, fueron interceptados cerca de Udbina por el ejército del ban croata Ladislav de Egervár y el conde Bernardin Frankopan, acabando derrotados en la batalla de Vrpile. Esta derrota obligó a los otomanos a detener sus ataques durante 1492. Solo después de que Hadım Yakup Pasha se convirtiera en el sanjak-bey del sanjacado de Bosnia, reanudaron sus incursiones.

### Preparativos
En el verano de 1493, Hadım Yakup Pasha levantó un ejército de 8000 jinetes ligeros o akıncı y atacó a Jajce, pero no logró capturar su fortaleza. Desde allí giró hacia el noroeste y entró en Carniola y Estiria, saqueando la campiña. Ese mismo año, estalló una guerra entre el recién nombrado ban de Croacia, Emerik Derenčin (húngaro: Imre Derencsényi) y los Frankopan, aliados con Karlo Kurjaković (de la familia Gusić), por el control de Senj y varias otras ciudades. A mediados de julio, los condes Bernardin Frankopan e Iván VIII Anž Frankopan, estaban ganando la guerra y estaban sitiando Senj. El asedio se levantó después de que un ejército de 4000 jinetes y 2000 infantes liderados por Derenčin fue enviado para ayudar a los defensores, y el ejército de los Frankopan se retiró a Sokolac. Mientras tanto, los Frankopan fueron acusados de cooperar con los otomanos, aunque sus propiedades también fueron devastadas. Las noticias del ejército otomano entrante los obligaron a hacer la paz.
A su regreso, los turcos saquearon a los Modruš, en el norte de Lika, entonces propiedad de la familia noble de los Frankopan. Los Frankopan y el ban Derenčin querían interceptar a los otomanos, y reunieron un ejército de alrededor de 3000 de caballería y 8000 de infantería de todas las partes de Croacia, sin embargo, una parte del ejército consistía en campesinos de los alrededores de Krbava. Por iniciativa de Derenčin, los comandantes croatas decidieron presentar una batalla abierta en el campo de Krbava, cerca de la ciudad de Udbina, en el centro de Croacia, aunque Iván Frankopan Cetinski argumentó que una emboscada en los cañones y barrancos sería una mejor opción.

## Fuerzas enfrentadas
El historiador croata Krešimir Kužić estima que el ejército cristiano se componía de 11.600 soldados distribuidos en 9.200 infantes y 2.400 jinetes, aunque él mismo reconoce que son solo aproximaciones. El mal desempeño de sus fuerzas se debió a las malas formaciones, la falta de disciplina y experiencia y armas insuficientes, téngase en cuenta que se utilizaron principalmente espadas o lanzas y muy pocas armas de fuego, y aunque las fuentes turcas mencionan la captura de algunas, probablemente estaban reservadas a los oficiales. Según Borislav Grgin, el ejército croata se compondría de unos 5.000 hombres organizados en tres cuerpos de unos 1.500 soldados cada uno, destacando 2.000 venidos de Hungría y 2.400 de Eslavonia. Sin embargo, sólo la crónica de Tomašić da a entender que los cristianos estaban en inferioridad numérica, de ahí la cautela demostrada. Vjekoslav Klaić dice que eran 3000 jinetes y 8000 infantes.
Casi todos los historiadores estimarían a los otomanos en 8000 jinetes ligeros, excepto Klaić, que los eleva a 10 000.

## Combate

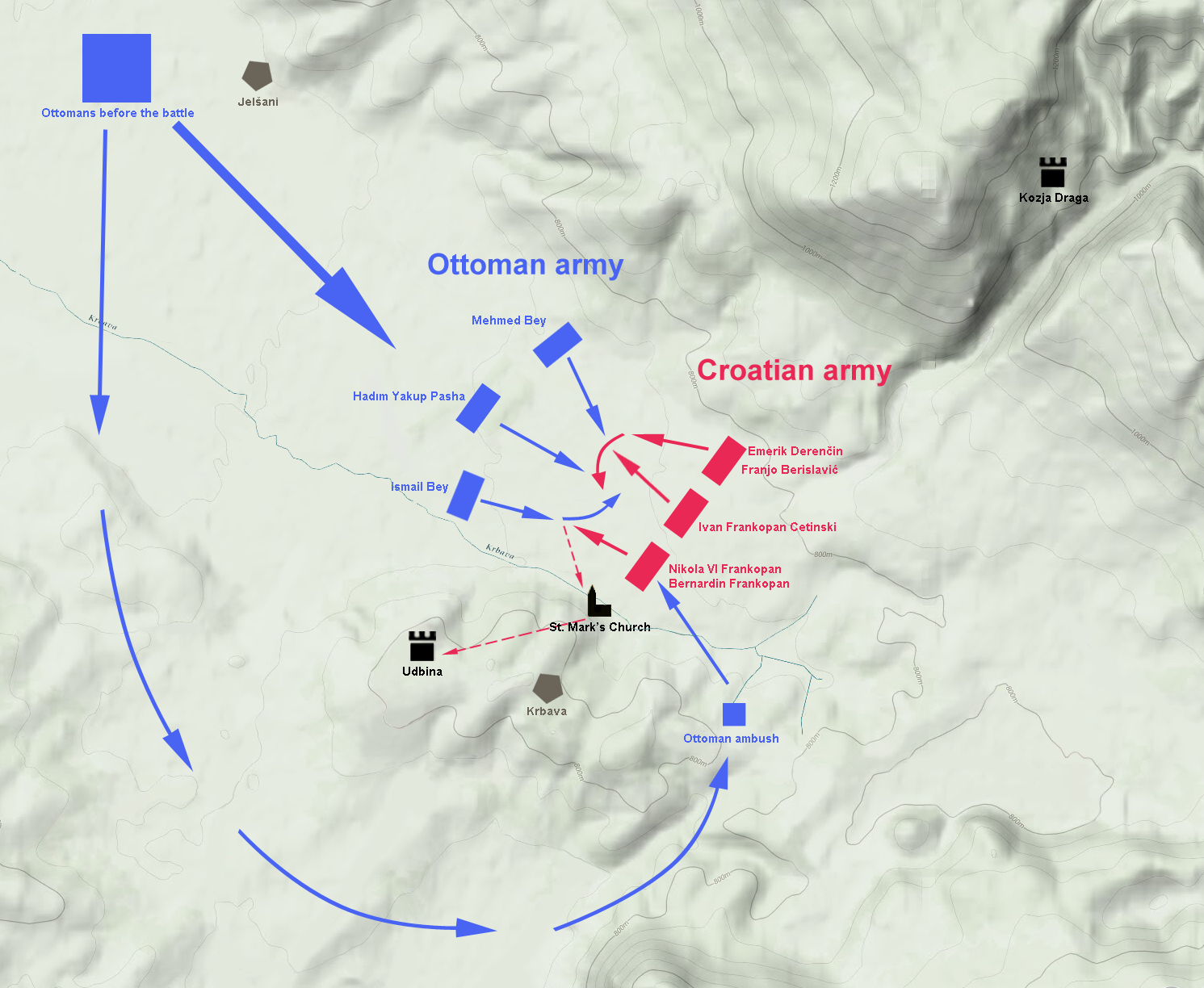
Plan de batalla y disposición de tropas. En azul las posiciones y movimientos del ejército otomano y en rojo de su contraparte croata. Además, con flechas intermitentes de indica la ruta de huida de los croatas.

Los otomanos entraron en el campo de Krbava a través del más bajo y estrecho paso de montaña local de Gorica, a diferencia de los dos años anteriores a través del paso de Vrpile donde sufrieron una gran derrota. Antes de la batalla, Hadım Yakup Pasha ordenó la ejecución de los cautivos cristianos cerca de Jelšani (actual Jošan) para que no pudieran ayudar a los croatas en medio del combate. Después de una reunión con los comandantes, envió una parte de su ejército, alrededor de 3000 caballeros, para ocultarse en un bosque cerca del campo de batalla.
Aunque el plan era luchar contra los turcos en las llanuras abiertas, el ejército croata se desplegó inicialmente en las laderas de la parte oriental de Krbava, cerca del pueblo de Visuć. Estaba formado para enfrentar al enemigo frontalmente en tres cuerpos: la derecha estaba compuesta por soldados de Eslavonia comandados por Franjo Berislavić, el centro estaba bajo el mando de Iván Frankopan Cetinski, y la izquierda estaba comandado por Nikola VI Frankopan y Bernardin Frankopan. La infantería y la caballería croatas se distribuyeron por igual entre estas secciones. El comandante principal era el ban Emerik Derenčin.
Su contraparte otomana también estaba organizada en tres cuerpos: el primero estaba comandado por Ismail Bey, sanjak-bey del sanjacado de Kruševac, y ocupaba el ala derecha; el segundo por Mehmed Bey del sanjacado de Üsküp (Skopje), ocupaba su izquierda; mientras, el cuerpo central estaba bajo el mando del propio Hadım Yakup Pasha. Ishak Bey Kraloğlu (nacido Segismundo de Bosnia), hijo del rey Tomás de Bosnia (muerto en 1461), también participó en la batalla del lado musulmán.

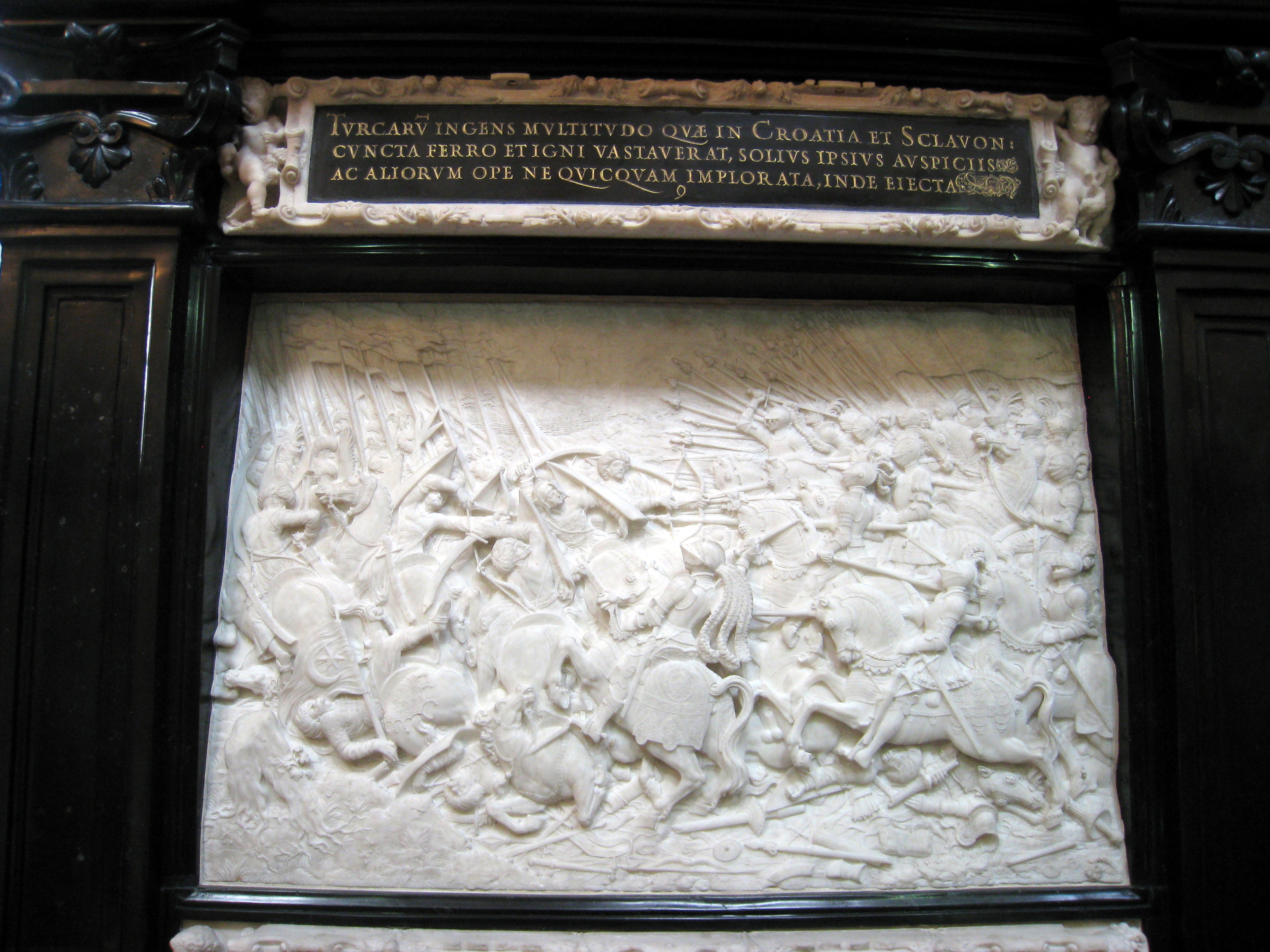
Cenotafio de Maximiliano I de Habsburgo en Hofkirche, Innsbruck, que representa la batalla en Krbava, obra de Alexander Colins sobre grabados en madera de Albrecht Durer.

El plan turco era atraer a las fuerzas cristianas más al oeste, junto al bosque donde les habían tendido una emboscada. El ala derecha de Ismail hizo el primer movimiento, dirigiéndose hacia el flanco izquierdo croata. El ejército cristiano dejó las laderas y se precipitó hacia los musulmanes, comenzando una batalla en campo abierto. La lucha fue peleada cuerpo a cuerpo con espadas, sin usar arcos. Los otomanos fueron al principio empujados hacia atrás y comenzaron una retirada fingida, atrayendo a los croatas a una persecución que los llevó a la trampa.
Los 3000 jinetes otomanos situados en la zona boscosa del campo de Krbava cruzaron el río homónimo y atacaron la retaguardia enemiga. Entonces las principales fuerzas otomanas de Hadım Yakup Pasha, también esperando escondidas en los bosques, comenzaron un ataque frontal. Así, el ejército cristiano fue atacado por el frente, el flanco derecho y la retaguardia. El flanco izquierdo croata de Bernardin Frankopan no pudo soportar los ataques de la caballería ligera turca y comenzó a retirarse. Sin embargo, la mayoría de la infantería croata estaba rodeada y no podía moverse. Los croatas sufrieron una derrota total y sólo un pequeño número de hombres logró alcanzar la seguridad en la cercana ciudad fortificada de Udbina.
La batalla comenzó alrededor de las 09:00 horas y terminó por la tarde. El ban Derenčin fue capturado en la batalla y murió en cautiverio, mientras que su hijo Pavao y su hermano murieron en la batalla. Nikola VI Frankopan Tržački también fue capturado, pero fue rescatado y liberado. Entre los nobles croatas asesinados estaban Ivan Frankopan Cetinski, Petar II Zrinski, Juraj Vlatković, y el ban de Jajce, Mihajlo Pethkey. El conde Bernardin Frankopan y Franjo Berislavić se las arreglaron para sobrevivir al combate.

## Consecuencias

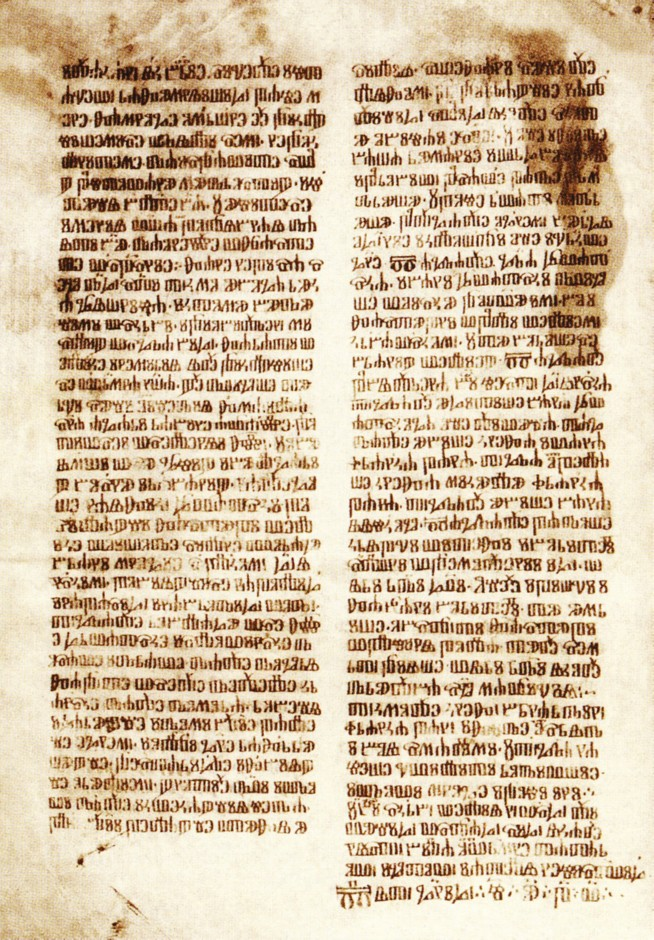
Uno de los registros más antiguos de la batalla, escrito por el sacerdote Martinac en escritura glagolítica el 27 de septiembre de 1493.

Las cifras de soldados involucrados y bajas dadas en fuentes históricas más antiguas son en su mayoría exageradas. Como las noticias de la derrota se propagaron rápidamente, los informes escritos inmediatamente después de la batalla se hicieron bajo la impresión de la gran pérdida. Kužić estima que las bajas cristianas fueron de 9.600 muertos, 1.700 prisioneros y apenas 300 sobrevivientes que lograron escapar. Las musulmanas bordearían los 1.000 fallecidos.
Aunque la nobleza croata sufrió una dura derrota, descrita por los antiguos historiadores y cronistas como la «primera disolución del Reino de Croacia y allí pereció toda la nobleza», según el cronista Ivan Tomašić en el siglo XVI, el Imperio otomano no tuvo ganancias territoriales como resultado de la victoria. Dado que las pérdidas fueron cuantiosas, en la tradición local el campo de Krbava se conoció como el «Campo de la Sangre» (en croata: Krvavo polje). La paz entre los reinos de Croacia y Hungría y el Imperio otomano se firmó en abril de 1495. Las siguientes grandes incursiones musulmanas ocurrieron en 1512 y 1513, y resultaron en la victoria croata de la batalla de Dubica. Después de la batalla, y en décadas posteriores, debido a los constantes ataques otomanos, las poblaciones croatas locales se trasladaron a áreas más seguras; el noroeste de Croacia, la costa y las islas, y también fuera del país. Franjo Berislavić se convirtió en el ban de Jajce en 1494.

## Registros históricos
Se han registrado relatos del campo de batalla de Krbava en varias fuentes históricas modernas y antiguas. Entre las más antiguas se encuentran el informe del delegado papal Antonio Fabregues escrito el 13 de septiembre de 1493 en Senj, un registro del viajero bohemio Jan Hasištejnský el 23 de septiembre de 1493 en su libro de viajes, el relato del sacerdote glagolita Martinac en el breviario Novi Vinodolski en 1493, y el relato de la batalla escrito en una carta al papa Alejandro VI por el obispo de Nin, Juraj Divnić, el 27 de septiembre de 1493. En 1561, la batalla fue descrita por el cronista Ivan Tomašić en su «Crónica breve del Reino de Croacia», Chronicon breve Regni Croatiae, y en 1696, Pavao Ritter Vitezović la describió en Kronika aliti szpomen vszega szvieta vikov.